# Blindspot/Episodenliste
Diese Episodenliste enthält alle Episoden der US-amerikanischen Krimiserie Blindspot, sortiert nach der US-amerikanischen Erstausstrahlung. Zwischen 2015 und 2020 entstanden in fünf Staffeln insgesamt 100 Episoden mit einer Länge von jeweils etwa 42 Minuten.

## Übersicht
| Staffel | Episodenanzahl | Erstausstrahlung USA | Erstausstrahlung USA | Deutschsprachige Erstausstrahlung | Deutschsprachige Erstausstrahlung |
| Staffel | Episodenanzahl | Staffelpremiere      | Staffelfinale        | Staffelpremiere                   | Staffelfinale                     |
| ------- | -------------- | -------------------- | -------------------- | --------------------------------- | --------------------------------- |
| 1       | 23             | 21. September 2015   | 23. Mai 2016         | 19. Juli 2016                     | 25. Oktober 2016                  |
| 2       | 22             | 14. September 2016   | 17. Mai 2017         | 24. Januar 2017                   | 11. Juli 2017                     |
| 3       | 22             | 27. Oktober 2017     | 18. Mai 2018         | 1. Mai 2018                       | 1. November 2018                  |
| 4       | 22             | 12. Oktober 2018     | 31. Mai 2019         | 7. Mai 2019                       | 1. Oktober 2019                   |
| 5       | 11             | 7. Mai 2020          | 23. Juli 2020        | 23. April 2021                    | 28. Mai 2021                      |

## Staffel 1
Die Erstausstrahlung der ersten Staffel war vom 21. September 2015 bis zum 23. Mai 2016 auf dem US-amerikanischen Sender NBC zu sehen. Die deutschsprachige Erstausstrahlung sendete der deutsche Pay-TV-Sender Sat.1 emotions vom 19. Juli bis zum 25. Oktober 2016.
| Nr. (ges.) | Nr. (St.) | Deutscher Titel      | Originaltitel                      | Erstausstrahlung USA | Deutschsprachige Erstausstrahlung (D) | Regie           | Drehbuch                       | Zuschauer (USA) |
| ---------- | --------- | -------------------- | ---------------------------------- | -------------------- | ------------------------------------- | --------------- | ------------------------------ | --------------- |
| 1          | 1         | Wer ist Jane Doe?    | Pilot                              | 21. Sep. 2015        | 19. Juli 2016                         | Mark Pellington | Martin Gero                    | 10,605 Mio.     |
| 2          | 2         | Die Farben im Nacken | A Stray Howl                       | 28. Sep. 2015        | 26. Juli 2016                         | Mark Pellington | Martin Gero                    | 9,105 Mio.      |
| 3          | 3         | Vertraue niemandem   | Eight Slim Grins                   | 5. Okt. 2015         | 2. Aug. 2016                          | Steve Shill     | Eoghan Mahony & Martin Gero    | 9,062 Mio.      |
| 4          | 4         | Zweifel              | Bone May Rot                       | 12. Okt. 2015        | 9. Aug. 2016                          | Karen Gaviola   | Christina M. Kim               | 8,447 Mio.      |
| 5          | 5         | Radioaktiv           | Split the Law                      | 19. Okt. 2015        | 16. Aug. 2016                         | Mark Pellington | Brendan Gall                   | 7,817 Mio.      |
| 6          | 6         | Die Eule             | Cede Your Soul                     | 26. Okt. 2015        | 23. Aug. 2016                         | Rob Hardy       | Alex Berger                    | 7,906 Mio.      |
| 7          | 7         | Saul Guerrero        | Sent on Tour                       | 2. Nov. 2015         | 30. Aug. 2016                         | Steve Shill     | Chris Pozzebon                 | 8,017 Mio.      |
| 8          | 8         | Daylight             | Persecute Envoys                   | 9. Nov. 2015         | 6. Sep. 2016                          | Marcos Siega    | Chelsey Lora                   | 7,673 Mio.      |
| 9          | 9         | Rich Dotcom          | Authentic Flirt                    | 16. Nov. 2015        | 6. Sep. 2016                          | David McWhirter | Katherine Collins              | 7,736 Mio.      |
| 10         | 10        | Die Mission          | Evil Handmade Instrument           | 23. Nov. 2015        | 13. Sep. 2016                         | Marcos Siega    | Christina M. Kim               | 7,026 Mio.      |
| 11         | 11        | Flug PA 921          | Cease Forcing Enemy                | 29. Feb. 2016        | 13. Sep. 2016                         | Rob Seidenglanz | Martin Gero                    | 6,848 Mio.      |
| 12         | 12        | ZIP                  | Scientists Hollow Fortune          | 7. März 2016         | 20. Sep. 2016                         | Rich Newey      | Alex Berger                    | 6,588 Mio.      |
| 13         | 13        | Verdächtigungen      | Erase Weary Youth                  | 14. März 2016        | 20. Sep. 2016                         | Marcos Siega    | Chris Pozzebon                 | 6,249 Mio.      |
| 14         | 14        | Nur 36 Stunden       | Rules in Defiance                  | 21. März 2016        | 27. Sep. 2016                         | Kenneth Fink    | Kristen Layden                 | 5,888 Mio.      |
| 15         | 15        | Die brennende Rose   | Older Cutthroat Canyon             | 28. März 2016        | 27. Sep. 2016                         | Marcos Siega    | Brendan Gall                   | 5,985 Mio.      |
| 16         | 16        | Alte Liebe           | Any Wounded Thief                  | 4. Apr. 2016         | 4. Okt. 2016                          | Tricia Brock    | Christina M. Kim               | 5,536 Mio.      |
| 17         | 17        | Schatzsuche          | Mans Telepathic Loyal Lookouts     | 11. Apr. 2016        | 4. Okt. 2016                          | Jeff T. Thomas  | Rachel Caris Love              | 5,532 Mio.      |
| 18         | 18        | Meisterdiebe         | One Begets Technique               | 18. Apr. 2016        | 11. Okt. 2016                         | Karen Gaviola   | Martin Gero                    | 5,456 Mio.      |
| 19         | 19        | Vier Blickwinkel     | In the Comet of Us                 | 25. Apr. 2016        | 11. Okt. 2016                         | Dermott Downs   | Ryan Johnson & Peter Lalayanis | 5,582 Mio.      |
| 20         | 20        | Gezeichnet           | Swift Hardhearted Stone            | 2. Mai 2016          | 18. Okt. 2016                         | Rob Seidenglanz | Christina M. Kim               | 5,425 Mio.      |
| 21         | 21        | Eingeschlossen       | Of Whose Uneasy Route              | 9. Mai 2016          | 18. Okt. 2016                         | Jeff F. King    | Alex Berger                    | 5,610 Mio.      |
| 22         | 22        | Phase Eins           | If Love a Rebel, Death Will Render | 16. Mai 2016         | 25. Okt. 2016                         | Romeo Tirone    | Brendan Gall                   | 5,269 Mio.      |
| 23         | 23        | Phönix aus der Asche | Why Await Life’s End               | 23. Mai 2016         | 25. Okt. 2016                         | Rob Seidenglanz | Martin Gero                    | 5,854 Mio.      |

## Staffel 2
Die Erstausstrahlung der zweiten Staffel war vom 14. September 2016 bis zum 17. Mai 2017 auf dem US-amerikanischen Sender NBC zu sehen. Die deutschsprachige Erstausstrahlung sendete der deutsche Pay-TV-Sender Sat.1 emotions vom 24. Januar bis zum 11. Juli 2017.
| Nr. (ges.) | Nr. (St.) | Deutscher Titel        | Originaltitel                        | Erstausstrahlung USA | Deutschsprachige Erstausstrahlung (D) | Regie              | Drehbuch                         | Zuschauer (USA) |
| ---------- | --------- | ---------------------- | ------------------------------------ | -------------------- | ------------------------------------- | ------------------ | -------------------------------- | --------------- |
| 24         | 1         | Sandsturm              | In Night So Ransomed Rogue           | 14. Sep. 2016        | 24. Jan. 2017                         | Martin Gero        | Martin Gero                      | 7,098 Mio.      |
| 25         | 2         | Eine Art Familie       | Heave Fiery Knot                     | 21. Sep. 2016        | 31. Jan. 2017                         | David McWhirter    | Brendan Gall                     | 6,082 Mio.      |
| 26         | 3         | Killerinstinkt         | Hero Fears Imminent Rot              | 28. Sep. 2016        | 7. Feb. 2017                          | Jeff T. Thomas     | Alex Berger                      | 5,604 Mio.      |
| 27         | 4         | Aurora                 | If Beth                              | 5. Okt. 2016         | 14. Feb. 2017                         | Jeff King          | Ryan Johnson                     | 5,708 Mio.      |
| 28         | 5         | Hinterhalt             | Condone Untidiest Thefts             | 12. Okt. 2016        | 21. Feb. 2017                         | Rob Seidenglanz    | Christina M. Kim                 | 5,533 Mio.      |
| 29         | 6         | Der Whistleblower      | Her Spy’s Harmed                     | 19. Okt. 2016        | 28. Feb. 2017                         | Olatunde Osunsanmi | Chris Pozzebon                   | 5,239 Mio.      |
| 30         | 7         | Auf der sicheren Seite | Resolves Eleven Myths                | 26. Okt. 2016        | 7. März 2017                          | Jeff King          | Eric Buchman                     | 5,204 Mio.      |
| 31         | 8         | Spurlos verschwunden   | We Fight Deaths on Thick Lone Waters | 9. Nov. 2016         | 14. März 2017                         | Rob Hardy          | Kristen Layden                   | 4,898 Mio.      |
| 32         | 9         | Phase zwei             | Why Let Cooler Pasture Deform        | 16. Nov. 2016        | 21. März 2017                         | Tawnia McKiernan   | Brendan Gall                     | 4,999 Mio.      |
| 33         | 10        | Gefangen               | Nor I, Nigel, AKA Leg in Iron        | 4. Jan. 2017         | 4. Apr. 2017                          | David S. Tuttman   | Rachel Caris Love                | 5,139 Mio.      |
| 34         | 11        | Der Leopard            | Droll Autumn, Unmutual Lord          | 11. Jan. 2017        | 11. Apr. 2017                         | Adam Salky         | Hadi Nicholas Deeb               | 5,007 Mio.      |
| 35         | 12        | Kalkuliertes Risiko    | Devil Never Even Lived               | 18. Jan. 2017        | 18. Apr. 2017                         | Kate Woods         | Deanna Shumaker & Chris Pozzebon | 4,730 Mio.      |
| 36         | 13        | Shepherd               | Name Not One Man                     | 8. Feb. 2017         | 25. Apr. 2017                         | Glen Winter        | Ryan Johnson & Peter Lalayanis   | 4,641 Mio.      |
| 37         | 14        | Dädalus                | Borrow or Rob                        | 15. Feb. 2017        | 2. Mai 2017                           | Laura Belsey       | Eric Buchman                     | 4,065 Mio.      |
| 38         | 15        | Bewährungsprobe        | Draw O Caesar, Erase a Coward        | 22. Feb. 2017        | 9. Mai 2017                           | Darnell Martin     | Christina M. Kim                 | 4,131 Mio.      |
| 39         | 16        | Abgehängt              | Evil Did I Dwell, Lewd Did I Live    | 22. März 2017        | 16. Mai 2017                          | David McWhirter    | Alex Berger                      | 4,256 Mio.      |
| 40         | 17        | Magnus Steele          | Solos                                | 29. März 2017        | 6. Juni 2017                          | David Johnson      | Kristen Layden                   | 4,324 Mio.      |
| 41         | 18        | Angeschlagen           | Senile Lines                         | 5. Apr. 2017         | 13. Juni 2017                         | Jeff T. Thomas     | Ryan Johnson & Peter Lalayanis   | 4,336 Mio.      |
| 42         | 19        | Bangkok                | Regard A Mere Mad Rager              | 26. Apr. 2017        | 20. Juni 2017                         | Ernest Dickerson   | Alex Berger                      | 4,327 Mio.      |
| 43         | 20        | Vertrauensbruch        | In Words, Drown I                    | 3. Mai 2017          | 27. Juni 2017                         | Dermott Downs      | Christina M. Kim                 | 4,178 Mio.      |
| 44         | 21        | Der Durchbruch         | Mom                                  | 10. Mai 2017         | 4. Juli 2017                          | Rob Seidenglanz    | Chris Pozzebon                   | 3,921 Mio.      |
| 45         | 22        | Janes Entscheidung     | Lepers Repel                         | 17. Mai 2017         | 11. Juli 2017                         | Jeff F. King       | Rachel Caris Love                | 4,276 Mio.      |

## Staffel 3
Die Erstausstrahlung der dritten Staffel war vom 27. Oktober 2017 bis zum 18. Mai 2018 auf dem US-amerikanischen Sender NBC zu sehen. Die deutschsprachige Erstausstrahlung der ersten 19 Episoden sendete der deutsche Pay-TV-Sender Sat.1 emotions vom 1. Mai bis zum 30. Oktober 2018. Die restlichen Episoden wurde von Prime Video am 1. November 2018 per Streaming erstveröffentlicht.
| Nr. (ges.) | Nr. (St.) | Deutscher Titel        | Originaltitel          | Erstausstrahlung USA | Deutschsprachige Erstausstrahlung (D) | Regie            | Drehbuch                       | Zuschauer (USA) |
| ---------- | --------- | ---------------------- | ---------------------- | -------------------- | ------------------------------------- | ---------------- | ------------------------------ | --------------- |
| 46         | 1         | Alles auf Anfang       | Back To The Grind      | 27. Okt. 2017        | 1. Mai 2018                           | Martin Gero      | Martin Gero                    | 4,128 Mio.      |
| 47         | 2         | Verunsichert           | Enemy Bag Of Tricks    | 3. Nov. 2017         | 8. Mai 2018                           | David S. Tuttman | Chris Pozzebon                 | 3,501 Mio.      |
| 48         | 3         | Die drei blinden Mäuse | Upside Down Craft      | 10. Nov. 2017        | 15. Mai 2018                          | Solvan Naim      | Christina M. Kim               | 3,376 Mio.      |
| 49         | 4         | Moskito                | Gunplay Ricochet       | 17. Nov. 2017        | 22. Mai 2018                          | David McWhirter  | Ryan Johnson & Peter Lalayanis | 3,368 Mio.      |
| 50         | 5         | Beweisstücke           | This Profound Legacy   | 1. Dez. 2017         | 29. Mai 2018                          | Rob Seidenglanz  | Rachel Caris Love              | 3,352 Mio.      |
| 51         | 6         | Und Action!            | Adoring Suspect        | 8. Dez. 2017         | 5. Juni 2018                          | Glen Winter      | Eric Buchman                   | 3,495 Mio.      |
| 52         | 7         | Van Gogh               | Fix My Present Havoc   | 15. Dez. 2017        | 12. Juni 2018                         | Lin Oeding       | Kristen Layden                 | 3,326 Mio.      |
| 53         | 8         | Die Ausstiegsstrategie | City Folks Under Wraps | 22. Dez. 2017        | 19. Juni 2018                         | David S. Tuttman | Brendan Gall                   | 3,497 Mio.      |
| 54         | 9         | Am Boden zerstört      | Hot Burning Flames     | 12. Jan. 2018        | 26. Juni 2018                         | Adam Salky       | Chris Pozzebon                 | 3,562 Mio.      |
| 55         | 10        | In der Falle           | Balance Of Might       | 19. Jan. 2018        | 3. Juli 2018                          | Martha Mitchell  | Tracy A Whitaker               | 3,549 Mio.      |
| 56         | 11        | Ausgesperrt            | Technology Wizards     | 26. Jan. 2018        | 10. Juli 2018                         | Jeff King        | Christina M. Kim               | 3,752 Mio.      |
| 57         | 12        | Puzzleteile            | Two Legendary Chums    | 2. Feb. 2018         | 17. Juli 2018                         | David McWhirter  | Ryan Johnson & Peter Lalayanis | 3,203 Mio.      |
| 58         | 13        | In falschen Händen     | Warning Shot           | 2. März 2018         | 24. Juli 2018                         | Kristin Windell  | Matt Young                     | 3,119 Mio.      |
| 59         | 14        | Unendlich              | Everlasting            | 9. März 2018         | 31. Juli 2018                         | Dermott Downs    | Rachel Caris Love              | 3,031 Mio.      |
| 60         | 15        | Hintergangen           | Deductions             | 16. März 2018        | 7. Aug. 2018                          | Marisol Adler    | Chris Pozzebon                 | 3,403 Mio.      |
| 61         | 16        | Dragonfly 164          | Artful Dodge           | 23. März 2018        | 9. Okt. 2018                          | Martha Mitchell  | Kristen Layden                 | 3,268 Mio.      |
| 62         | 17        | Die Schlange           | Mum’s the Word         | 30. März 2018        | 16. Okt. 2018                         | Jean de Segonzac | Christina M. Kim               | 2,927 Mio.      |
| 63         | 18        | Diskret und tödlich    | Clamorous Night        | 20. Apr. 2018        | 23. Okt. 2018                         | Neema Barnette   | Eric Buchman                   | 2,717 Mio.      |
| 64         | 19        | Vertrauter Feind       | Galaxy of Minds        | 27. Apr. 2018        | 30. Okt. 2018                         | Marcus Stokes    | Ryan Johnson & Peter Lalayanis | 2,685 Mio.      |
| 65         | 20        | Charon                 | Let It Go              | 4. Mai 2018          | 1. Nov. 2018                          | Maja Vrvilo      | Rachel Caris Love              | 2,747 Mio.      |
| 66         | 21        | Der nächste Zug        | Defection              | 11. Mai 2018         | 1. Nov. 2018                          | David S. Tuttman | Anne Hecker & Kristen Layden   | 2,764 Mio.      |
| 67         | 22        | Alles oder nichts      | In Memory              | 18. Mai 2018         | 1. Nov. 2018                          | Martin Gero      | Chris Pozzebon                 | 2,981 Mio.      |

## Staffel 4
Die Erstausstrahlung der vierten Staffel war vom 12. Oktober 2018 bis zum 31. Mai 2019 auf dem US-amerikanischen Sender NBC zu sehen. Die deutschsprachige Erstausstrahlung sendete der deutsche Pay-TV-Sender Sat.1 emotions ab dem 7. Mai 2019.
| Nr. (ges.) | Nr. (St.) | Deutscher Titel                   | Originaltitel                                    | Erstausstrahlung USA | Deutschsprachige Erstausstrahlung (D) | Regie             | Drehbuch                         | Zuschauer (USA) |
| ---------- | --------- | --------------------------------- | ------------------------------------------------ | -------------------- | ------------------------------------- | ----------------- | -------------------------------- | --------------- |
| 68         | 1         | Allein                            | Hella Duplicitous                                | 12. Okt. 2018        | 7. Mai 2019                           | Martin Gero       | Rachel Caris Love                | 2,945 Mio.      |
| 69         | 2         | Die Weltkarte                     | My Art Project                                   | 19. Okt. 2018        | 14. Mai 2019                          | Adam Salky        | Christina M. Kim                 | 2,516 Mio.      |
| 70         | 3         | Das Michelangelo-Tattoo           | The Quantico Affair                              | 26. Okt. 2018        | 21. Mai 2019                          | David S. Tuttman  | Chad McQuay & Chris Pozzebon     | 2,500 Mio.      |
| 71         | 4         | Isolation                         | Sous-Vide                                        | 2. Nov. 2018         | 28. Mai 2019                          | Aric Avelino      | Eric Buchman                     | 2,433 Mio.      |
| 72         | 5         | Die Macht der Schatten            | Naughty Monkey Kicks At Tree                     | 9. Nov. 2018         | 4. Juni 2019                          | Rachel Caris Love | Christopher Place                | 2,689 Mio.      |
| 73         | 6         | Der Wolf und die Schlange         | Ca-ca-Candidate For Cri-cri-Crime                | 16. Nov. 2018        | 11. Juni 2019                         | Andi Armaganian   | Chris Pozzebon                   | 2,541 Mio.      |
| 74         | 7         | In guten und in schlechten Zeiten | Case: Sun, Moon, And The Truth                   | 30. Nov. 2018        | 18. Juni 2019                         | Andy Mikita       | Ryan Johnson & Peter Lalayanis   | 2,649 Mio.      |
| 75         | 8         | Auf Abwegen                       | Screech, Thwack, Pow                             | 7. Dez. 2018         | 25. Juni 2019                         | David S. Tuttman  | Kate Sargeant                    | 2,805 Mio.      |
| 76         | 9         | Jane oder Remi                    | Check Your Ed                                    | 11. Jan. 2019        | 2. Juli 2019                          | David McWhirter   | Brendan Gall                     | 3,027 Mio.      |
| 77         | 10        | Hoffnungsschimmer                 | The Big Reveal                                   | 18. Jan. 2019        | 9. Juli 2019                          | Joy Lane          | Matt Young                       | 3,052 Mio.      |
| 78         | 11        | Das Manuskript                    | Careless Whisper                                 | 1. Feb. 2019         | 16. Juli 2019                         | Mark Tonderai     | Eric Buchman                     | 2,849 Mio.      |
| 79         | 12        | Patterson Jones                   | The Tale of the Book of Secrets                  | 8. Feb. 2019         | 23. Juli 2019                         | R.T. Thorne       | Rachel Caris Love                | 3,511 Mio.      |
| 80         | 13        | Del Toro                          | Though This Be Madness, Yet There Is Method In’t | 15. Feb. 2019        | 30. Juli 2019                         | Ramaa Mosley      | Christina M. Kim                 | 2,904 Mio.      |
| 81         | 14        | Romulus und Remus                 | The Big Blast from the Past Episode              | 8. März 2019         | 6. Aug. 2019                          | Kristin Windell   | Kate Sargeant                    | 3,156 Mio.      |
| 82         | 15        | Mission: Impossible               | Frequently Recurring Struggle for Existence      | 15. März 2019        | 13. Aug. 2019                         | Martha Mitchell   | Matt Young                       | 2,622 Mio.      |
| 83         | 16        | Der schlimmste Feind              | The One Where Jane Visits an Old Friend          | 22. März 2019        | 20. Aug. 2019                         | Jean de Segonzac  | Eric Buchman                     | 2,955 Mio.      |
| 84         | 17        | Der Deal                          | The Night of the Dying Breath                    | 5. Apr. 2019         | 27. Aug. 2019                         | Jeff T. Thomas    | Chris Pozzebon                   | 2,891 Mio.      |
| 85         | 18        | Familie                           | ’Ohana                                           | 12. Apr. 2019        | 3. Sep. 2019                          | Sudz Sutherland   | Sabrina Deana-Roga & Anne Hecker | 2,860 Mio.      |
| 86         | 19        | Dämonen der Vergangenheit         | Everybody Hates Kathy                            | 19. Apr. 2019        | 10. Sep. 2019                         | David McWhirter   | Kate Sargeant                    | 2,968 Mio.      |
| 87         | 20        | Rache!                            | Coder to Killer                                  | 24. Mai 2019         | 17. Sep. 2019                         | Martha Mitchell   | Ryan Johnson & Peter Lalayanis   | 2,805 Mio.      |
| 88         | 21        | Helios                            | Masters Of War 1:5 – 8                           | 31. Mai 2019         | 24. Sep. 2019                         | Amanda Tapping    | Matt Young                       | 2,491 Mio.      |
| 89         | 22        | Unter Druck                       | The Gang Gets Gone                               | 31. Mai 2019         | 1. Okt. 2019                          | David McWhirter   | Chris Pozzebon                   | 2,045 Mio.      |

## Staffel 5
Die Erstausstrahlung der fünften Staffel war vom 7. Mai bis zum 23. Juli 2020 auf dem US-amerikanischen Sender NBC zu sehen. Die deutschsprachige Erstausstrahlung sendete der deutsche Pay-TV-Sender Sat.1 emotions vom 23. April bis zum 28. Mai 2021.
| Nr. (ges.) | Nr. (St.) | Deutscher Titel    | Originaltitel              | Erstausstrahlung USA | Deutschsprachige Erstausstrahlung (D) | Regie             | Drehbuch                       | Zuschauer (USA) |
| ---------- | --------- | ------------------ | -------------------------- | -------------------- | ------------------------------------- | ----------------- | ------------------------------ | --------------- |
| 90         | 1         | Verkehrte Welt     | I Came to Sleigh           | 7. Mai 2020          | 23. Apr. 2021                         | Mark Pellington   | Chris Pozzebon                 | 2,136 Mio.      |
| 91         | 2         | Im Verborgenen     | We Didn’t Start the Fire   | 14. Mai 2020         | 23. Apr. 2021                         | Kristin Windell   | Eric Buchman                   | 1,866 Mio.      |
| 92         | 3         | Angespannt         | Existential Ennui          | 28. Mai 2020         | 30. Apr. 2021                         | Joy T. Lane       | Ryan Johnson & Peter Lalayanis | 1,807 Mio.      |
| 93         | 4         | Der erste Eindruck | And My Axe!                | 4. Juni 2020         | 30. Apr. 2021                         | America Young     | Matt Young                     | 1,981 Mio.      |
| 94         | 5         | Dunkle Gedanken    | Head Games                 | 11. Juni 2020        | 7. Mai 2021                           | Pamela Romanowsky | Brendan Gall                   | 1,827 Mio.      |
| 95         | 6         | Ice Cream          | Fire & Brimstone           | 18. Juni 2020        | 7. Mai 2021                           | Dermott Downs     | Rachel Caris Love              | 1,817 Mio.      |
| 96         | 7         | Riskant            | Awl In                     | 25. Juni 2020        | 14. Mai 2021                          | Ramaa Mosley      | Anne Hecker                    | 1,864 Mio.      |
| 97         | 8         | Endspiel           | Ghost Train                | 2. Juli 2020         | 14. Mai 2021                          | Martha Mitchell   | Eric Buchman                   | 1,862 Mio.      |
| 98         | 9         | Widerstand         | Brass Tacks                | 9. Juli 2020         | 21. Mai 2021                          | Chris Place       | Matt Young                     | 2,367 Mio.      |
| 99         | 10        | Chaos              | Love You to Bits and Bytes | 9. Juli 2020         | 21. Mai 2021                          | Jean de Segonzac  | Chris Pozzebon                 | 1,776 Mio.      |
| 100        | 11        | Wer bin ich?       | Iunne Ennui                | 23. Juli 2020        | 28. Mai 2021                          | Martin Gero       | Martin Gero                    | 1,697 Mio.      |